# 이영숙 사진관
《이영숙 사진관》는 2004년 6월 25일에 MBC에서 방영한 베스트극장이다.

## 등장 인물

### 주요 인물
- 예지원 : 영숙 역
- 박철민 : 봉석 역
- 이한위 : 명세 역

### 그 외 인물
- 김병춘
- 차주옥 : 정자 역
- 박종설
- 김선화
- 김미경 : 식당주인 역
- 윤진영
- 김광규
- 김병식